# Musculus teres minor
De musculus teres minor of kleine ronde armspier is een van de rotatorenmanchetspieren. De origo ligt aan de buitenste rand van het schouderblad (margo lateralis) en aan de fossa infraspinata. De insertie ligt aan het tuberculum majus en aan het kapsel van het schoudergewricht. De functie is exorotatie van de bovenarm en de spier houdt de kop van de bovenarm op zijn plaats in het schoudergewricht. De innervatie is de nervus axillaris (C5-C6).

De musulus teres minor (rood). Animatie.
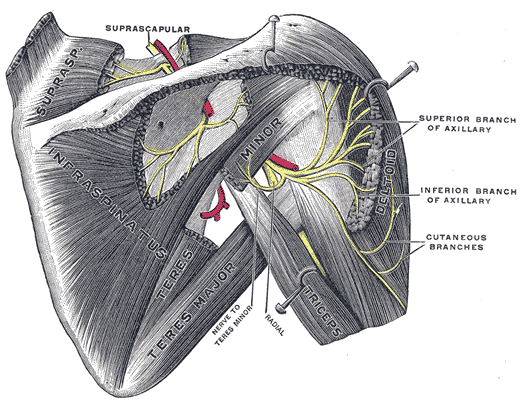
Nervus suprascapularis, Nervus axillaris van rechterzijde gezien van achter.( M. teres minor zichtbaar in het midden.)
Schoudergewricht
Schoudergewricht
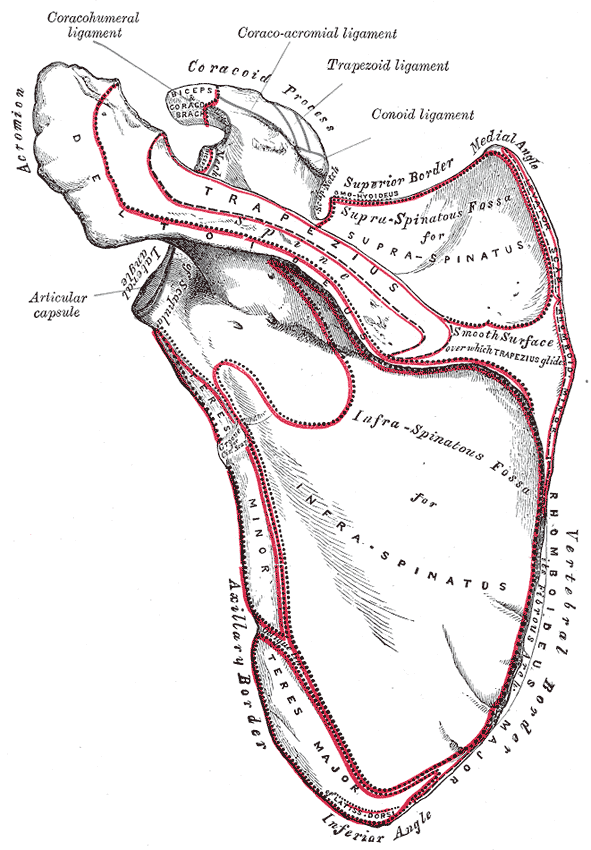
Linker schouderblad - dorsaal
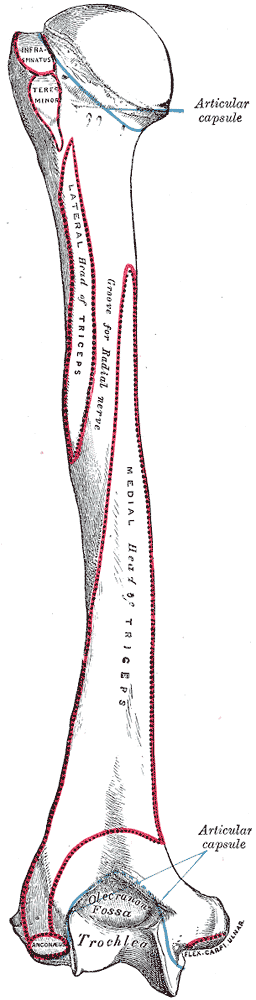
Linker opperarmbeen - achteraanzicht
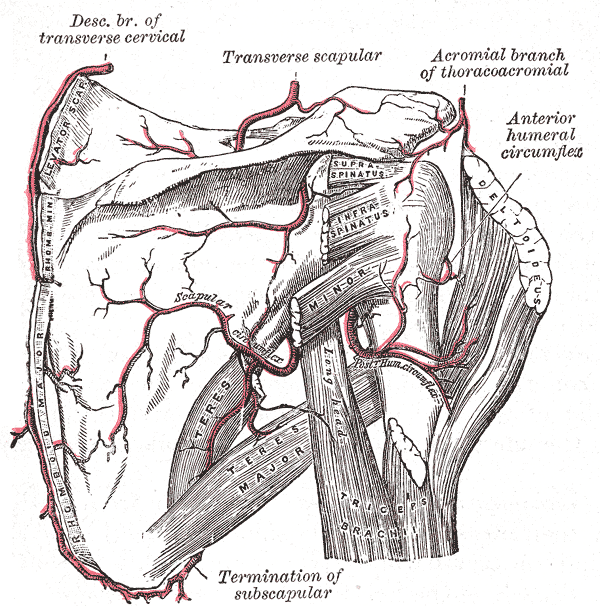
Arteria scapularis en arteria circumflexa scapulae
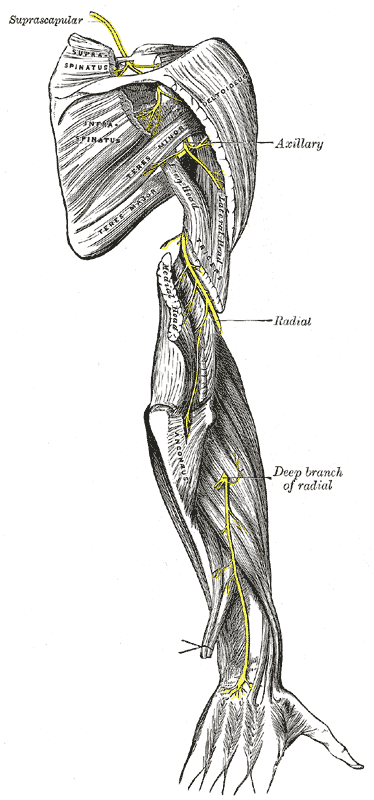
Nervus suprascapularis, nervus axillaris, en nervus radialis.
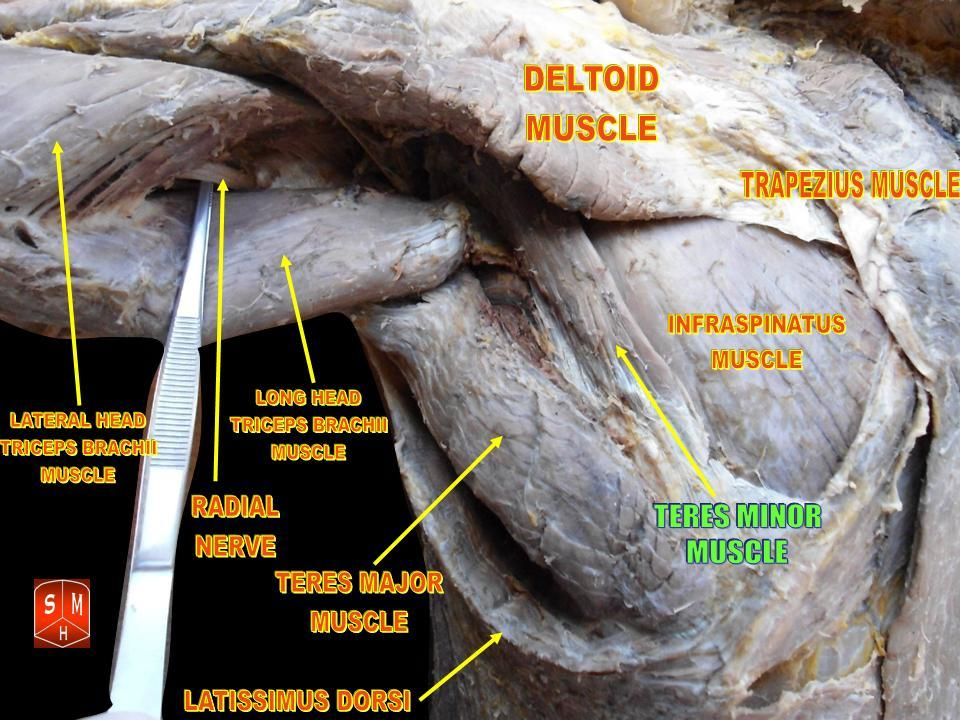
Musculus teres minor vrijgeprepareerd